# デヴ・ハインズ
デヴ・ハインズ（Dev Hynes、1985年12月23日 - ）は、イギリス・ロンドンの歌手、作曲家、ソングライター、音楽プロデューサー、作家である。ライトスピード・チャンピオン（Lightspeed Champion）、ブラッド・オレンジ（Blood Orange）といった名義でも活動を行っている。

## 概要
- 2005年から2006年までの間、3人組ダンス・パンクバンド、テスト・アイシクルズ(Test Icicles)のメンバーとして活動。バンド解散後の2007年からは、ライトスピード・チャンピオン名義のソロ活動を開始し、2枚のアルバムをリリース。2011年から現在までは、ブラッド・オレンジ名義での活動を行っている。
- これまでにケミカル・ブラザーズやフローレンス・アンド・ザ・マシーンなどの楽曲に参加したほか、スカイ・フェレイラのヒット曲『Everything is Embarrassing』のプロデュースや、ソランジュのEP『True』の全面プロデュースでも知られる。
- ブラッド・オレンジとして2013年にリリースのアルバム『Cupid Deluxe』が批評家筋から高い評価を集め、ピッチフォーク・メディアからは、この年のベスト・アルバムランキングにおいて21位に[1]、ステレオガムからは20位に[2] 選出された。

## ディスコグラフィ

### ライトスピード・チャンピオンとして

#### スタジオ・アルバム
- Falling Off the Lavender Bridge (2008年)
- Life Is Sweet! Nice to Meet You (2010年)

#### EP
- Lightspeed Heat (2007年)
- Bye Bye (2010年)

### ブラッド・オレンジとして

#### スタジオ・アルバム
- Coastal Grooves (2011年)
- Cupid Deluxe (2013年)
- Freetown Sound (2016年)
- Negro Swan (2018年)
- Angel's Pulse(2019年)